# Timothy Hutton
Timothy Tarquin Hutton (Malibù, 16 agosto 1960) è un attore statunitense, vincitore del premio Oscar al miglior attore non protagonista nel 1981 per la sua interpretazione in Gente comune.

## Biografia
Nato in California, è figlio dell'attore Jim Hutton e dell'insegnante Maryline Adams Poole. I suoi genitori divorziarono quando lui aveva 3 anni e nel 1979 suo padre morì per un cancro al fegato. Ha studiato alla Fairfax High School e alla Berkeley High School.
Ha debuttato a soli 5 anni, con un piccolo ruolo nel film Mai troppo tardi (1965), in cui recitava il padre. Dopo svariati film per la televisione è tornato al cinema nel 1980 interpretando un sedicenne in crisi nel film Gente comune di Robert Redford, ruolo che gli ha fatto vincere, a soli vent'anni, l'Oscar come miglior attore non protagonista. Hutton è diventato così l'attore più giovane a vincere in questa categoria, record a tutt'oggi imbattuto.
Nel 1981 è stato protagonista di Taps - Squilli di rivolta nel ruolo del cadetto maggiore Brian Moreland: il film vedeva come co-protagonisti anche Tom Cruise e Sean Penn.
Durante gli anni ottanta è apparso in diversi film, come L'uomo dei ghiacci (1984), Turk 182 (1985), Il gioco del falco (1985), Un amore, una vita (1988), e nel 1993 ha ricevuto critiche lusinghiere per la sua interpretazione ne La metà oscura di George A. Romero, tratto dall'omonimo romanzo di Stephen King. Dopo aver interpretato per anni ruoli drammatici o legati al mondo irreale, negli anni novanta ha recitato in diverse commedie, come French Kiss (1994) e Beautiful Girls (1996).
Nel 1998 ha debuttato alla regia con il film drammatico Un autunno tra le nuvole, con Kevin Bacon ed Evan Rachel Wood.
Nel 2004 ha recitato in Secret Window, altro adattamento per il grande schermo di un racconto di Stephen King, successivamente ha lavorato nel biografico Kinsey (2004), nella commedia L'ultima vacanza (2006), nel thriller The Good Shepherd - L'ombra del potere (2007) di Robert De Niro, nel fantasy Mimzy - Il segreto dell'universo (2007) e nel drammatico When a Man Falls in the Forest (2007). Tra il 2006 e il 2007 ha interpretato il ruolo di Conrad Cain nella serie televisiva Kidnapped. Nel 2008 è riapparso sul grande schermo con il film The Alphabet Killer. Nello stesso anno ha recitato nella serie televisiva Leverage - Consulenze illegali, nel ruolo di Nathan "Nate" Ford, ex investigatore assicurativo a capo di una squadra di ladri il cui unico scopo è aiutare le persone che non riescono a ottenere giustizia da soli.
Negli anni 2010-2020 prende parte a diverse serie TV, tra cui Jack Ryan, The Haunting e Le regole del delitto perfetto, in cui interpreta l'avvocato Emmett Crawford.
Timothy Hutton è massone, membro della loggia Herder No. 698, Borough of Queens, New York.

## Vita privata
Hutton è stato sposato dal 1986 al 1990 con l'attrice Debra Winger, da cui ha avuto un figlio, Noah, nato nel 1987. Dal 2000 al 2008 è stato sposato con l'illustratrice Aurore Giscard d'Estaing, nipote dell'ex presidente francese Valéry Giscard d'Estaing. Hanno avuto un figlio, nato nel 2001.

## Filmografia

### Attore

#### Cinema
- Mai troppo tardi (Never Too Late), regia di Bud Yorkin (1965)
- Gente comune (Ordinary People), regia di Robert Redford (1980)
- Taps - Squilli di rivolta (Taps), regia di Harold Becker (1982)
- Daniel, regia di Sidney Lumet (1983)
- L'uomo dei ghiacci (Iceman), regia di Fred Schepisi (1984)
- Il gioco del falco (The Falcon and the Snowman), regia di John Schlesinger (1985)
- Turk 182 (Turk 182!), regia di Bob Clark (1985)
- Accadde in paradiso (Made in Heaven), regia di Alan Rudolph (1987)
- Il grande odio (A time of Destiny), regia di Gregory Nava (1988)
- Un amore, una vita (Everybody's All-American), regia di Taylor Hackford (1988)
- Betrayed - Tradita (Betrayed), regia di Costa-Gavras (1988) - cameo
- Acque di primavera (Torrents of Spring), regia di Jerzy Skolimowski (1989)
- Terzo grado (Q & A), regia di Sidney Lumet (1990)
- Maledetta ambizione (The Temp), regia di Tom Holland (1993)
- La metà oscura (The Dark Half), regia di George A. Romero (1993)
- French Kiss, regia di Lawrence Kasdan (1995)
- Conseguenze pericolose (The Last Word), regia di Tony Spiridakis (1995)
- Beautiful Girls, regia di Ted Demme (1996)
- La spirale della vendetta (City of Industry), regia di John Irvin (1997)
- Playing God, regia di Andy Wilson (1997)
- Deterrence - Minaccia nucleare (Deterrence), regia di Rod Lurie (1999)
- La figlia del generale (The General's Daughter), regia di Simon West (1999)
- Solo una notte (Just One Night), regia di Alan Jacobs (2000)
- La costa del sole (Sunshine State), regia di John Sayles (2002)
- Secret Window, regia di David Koepp (2004)
- Kinsey, regia di Bill Condon (2004)
- Romance & Cigarettes, regia di John Turturro (2005) - non accreditato
- L'ultima vacanza (Last Holiday), regia di Wayne Wang (2006)
- Stephanie Daley, regia di Hilary Brougher (2006)
- Heavens Fall, regia di Terry Green (2006)
- The Good Shepherd - L'ombra del potere (The Good Shepherd), regia di Robert De Niro (2006)
- The Kovak Box - Controllo mentale (The Kovak Box), regia di Daniel Monzón (2006)
- Off the Black - Gioco forzato (Off the Black), regia di James Ponsoldt (2006)
- When a Man Falls in the Forest, regia di Ryan Eslinger (2007)
- Mimzy - Il segreto dell'universo (The Last Mimzy), regia di Robert Shaye (2007)
- Lymelife, regia di Derick Martini (2008)
- Il riflesso dell'assassino (Reflections), regia di Bryan Goeres (2008)
- The Alphabet Killer, regia di Rob Schmidt (2008)
- The Killing Room, regia di Jonathan Liebesman (2009)
- Brief Interviews with Hideous Men, regia di John Krasinski (2009)
- Broken Hill, regia di Dagen Merrill (2009)
- Serious Moonlight, regia di Cheryl Hines (2009)
- L'uomo nell'ombra (The Ghost Writer), regia di Roman Polański (2010)
- Multiple Sarcasms, regia di Brooks Branch (2010)
- Più forte delle parole (Louder Than Words), regia di Anthony Fabians (2013)
- #Horror, regia di Tara Subkoff (2015)
- Tutti i soldi del mondo (All the Money in the World), regia di Ridley Scott (2017)
- Beautiful Boy, regia di Felix Van Groeningen (2018)
- The Glorias, regia di Julie Taymor (2020)

#### Televisione
- Spiaggia a Zuma (Zuma Beach), regia di Lee H. Katzin – film TV (1978)
- Fuoco di sbarramento (Friendly Fire), regia di David Greene – film TV (1979)
- The Best Place to Be, regia di David Miller – film TV (1979)
- And Baby Makes Six, regia di Waris Hussein – film TV (1979)
- Young Love, First Love, regia di Steven Hilliard Stern – film TV (1979)
- A Long Way Home, regia di Robert Markowitz – film TV (1981)
- Strangers, regia di Don McBrearty e Joan Trewkesbury - film TV (1992)
- Zelda, regia di Pat O'Connor – film TV (1993)
- Mr and Mrs. Loving, regia di Richard Friedenberg - film TV (1996)
- Aldrich Ames: Traitor Within, regia di John McKenzie - film TV (1998)
- Una scommessa di troppo (Vig), regia di Graham Theakston – film TV (1998)
- The Tom Green Show, 1 episodio (1999)
- Nero Wolfe: il ragno d'oro (The Golden Spiders: A Nero Wolfe Mystery ) regia di Bill Duke – film TV (2000)
- WW3 - La terza guerra mondiale (WW3), regia di Robert Mandel – film TV (2001)
- Nero Wolfe (A Nero Wolfe Mystery) – serie TV, 27 episodi (2001-2002)
- Profezia di un delitto (5ive Days to Midnight), regia di Michael W. Watkins (2004)
- Avenger, regia di Robert Markowitz – film TV (2006)
- Kidnapped – serie TV, 13 episodi (2006-2007)
- Leverage - Consulenze illegali (Leverage) – serie TV, 76 episodi (2008-2012)
- American Crime – serie TV, 26 episodi (2015-2017)
- Jack Ryan – serie TV, 5 episodi (2018)
- The Haunting – serie TV, 6 episodi (2018)
- Le regole del delitto perfetto (How to Get Away with Murder) – serie TV, 12 episodi (2018-2019)
- Almost Family – serie TV, 13 episodi (2019-2020)

### Regista
- Un autunno tra le nuvole (Digging to China) (1998)

## Riconoscimenti
- Premio Oscar
  - 1981 – Miglior attore non protagonista per Gente comune

## Doppiatori italiani
Nelle versioni in italiano delle opere in cui ha recitato, Timothy Hutton è stato doppiato da:
- Sandro Acerbo in Accadde in paradiso, La metà oscura, Beautiful Girls, La figlia del generale, Solo una notte, La costa del sole, Secret Window, Kinsey, Più forte delle parole
- Angelo Maggi in The Kovak Box - Controllo mentale, Kidnapped, Serious Moonlight, Le regole del delitto perfetto, Jack Ryan, S.W.A.T.
- Loris Loddi in Gente comune, Taps - Squilli di rivolta, L'ultima vacanza, L'uomo nell'ombra
- Francesco Prando in Acque di primavera, Mimzy - Il segreto dell'universo, Leverage - Consulenze illegali (st. 5), Beautiful Boy
- Stefano Benassi in French Kiss, Nero Wolfe, American Crime
- Vittorio De Angelis in Conseguenze pericolose, Il sesto giorno, Il caso Warren Jeffs
- Mauro Gravina in Terzo grado, Profezia di un delitto
- Gaetano Varcasia in The Good Shepherd - L'ombra del potere, Leverage - Consulenze illegali (st. 1-4)
- Massimo Rossi in The Haunting, The Glorias
- Massimo Giuliani in Daniel
- Luciano Marchitiello in Il gioco del falco
- Francesco Pannofino in Il grande odio
- Francesco Caruso Cardelli in Un amore, una vita
- Lorenzo Macrì in Maledetta ambizione
- Alessio Cigliano in Zelda
- Marco Bolognesi in Mr. & Mrs. Loving
- Ivano Bini in La spirale della vendetta
- Vittorio Guerrieri in Playing God
- Claudio Beccari in WW3 - La terza guerra mondiale
- Fabrizio Pucci in Avenger
- Donato Sbodio in When a Man Falls in the Forest
- Franco Mannella in Off The Black - Gioco forzato
- Antonio Sanna in The Alphabet Killer
- Roberto Draghetti in The Killing Room
- Marco Mete in Tutti i soldi del mondo